# Les Pineaux
Les Pineaux – miejscowość i gmina we Francji, w regionie Kraj Loary, w departamencie Wandea.
Według danych na rok 1990 gminę zamieszkiwało 421 osób, a gęstość zaludnienia wynosiła 24 osób/km² (wśród 1504 gmin Kraju Loary Les Pineaux plasuje się na 892. miejscu pod względem liczby ludności, natomiast pod względem powierzchni na miejscu 665.).